# Захоплення протона
Захоплення протона — це ядерна реакція, в якій протон поглинається атомним ядром, а надлишкова енергія виноситься гамма-квантом. Цей процес скорочено записується як {\displaystyle (\mathrm {p} ,\gamma )}.
Поперечний переріз реакції захоплення протона сильно залежить від заряду атомного ядра, яке поглинає протон. Оскільки і протон, і атомне ядро мають позитивний електричний заряд, вони відштовхуються за законом Кулона. Тому протон повинен мати достатню кінетичну енергію, щоб подолати кулонівський барʼєр та наблизитися до атомного ядра на відстань, достатню для захоплення.
Захоплення протонів відіграє важливу роль в астрофізиці. Воно виникає при ядерному горінні водню в надрах зір - як у протон-протонному ланцюжку, так і у вуглецево-азотному циклі. Під час наступних фаз зоряної еволюції захоплення протонів створює багаті на протони атомні ядра. За дуже високої температури та густини захоплення протонів може призводити двох процесів зоряного нуклеосинтезу - p-процесу (коли захоплення протонів відбувається повільніше, ніж період бета-розпаду) або rp-процесу (коли захоплення протонів відбувається швидко, від англ. rapid - швидкий). Ці процеси вважаються відповідальними за утворення багатих на протони нуклідів, так званих обійдених ядер.
Захоплення розігнаних у циклотроні протонів використовується у техніці для отримання радіонуклідів для медичних цілей. Утворені таким чином радіонукліди зазнають бета-плюс розпаду, випромінюючи позитрони. Вони використовуються як мічені атоми та для позитронно-емісійної томографії.